# Dioscorea prainiana
Dioscorea prainiana är en enhjärtbladig växtart som beskrevs av Reinhard Gustav Paul Knuth. Dioscorea prainiana ingår i släktet Dioscorea och familjen Dioscoreaceae. Inga underarter finns listade i Catalogue of Life.